# Les Bordes-sur-Arize
Les Bordes-sur-Arize (okzitanisch Las Bòrdas) ist eine französische Gemeinde mit 472 Einwohnern (Stand 1. Januar 2022) im Département Ariège in der Region Okzitanien (zuvor Midi-Pyrénées); sie gehört zum Arrondissement Saint-Girons und zum Kanton Arize-Lèze.

## Lage
Les Bordes-sur-Arize liegt am Fluss Arize im Norden des Départements Ariège. Nächstgelegene Stadt ist das etwa 20 Kilometer (Luftlinie) östlich gelegene Pamiers; die Großstadt Toulouse ist knapp 70 Kilometer in nördlicher Richtung entfernt. Die Gemeinde ist Teil des Massif du Plantaurel und liegt innerhalb des Regionalen Naturparks Pyrénées Ariégeoises.
Die Gemeinde besteht aus dem Dorf Les Bordes-sur-Arize, den Weilern (hameaux) Lagrémounal, Lapeyrêre, Les Bourrets, Les Mances und Rébaillou sowie Einzelgehöften.

## Geschichte
Auf Gemeindegebiet lag ein gallo-römisches Castrum. Der Ort gehörte historisch zur Region Volvestre innerhalb des Languedoc. Seit dem Mittelalter gab es zudem ein Schloss. Im Mittelalter war Les Bordes-sur-Arize Teil der Grafschaft Foix. Im Jahr 1353 wurde das Zisterzienserkloster Notre Dame de l„“Abondance-Dieu gegründet. Die Mehrheit der Bewohner trat im 16. Jahrhundert zur Reformierten Kirche über. Im Jahr 1574 flüchteten die Mönche und im Jahr 1590 gab es keine katholischen Gottesdienste mehr. Von September bis Oktober 1625 rückte ein königliches Heer von 14000 Mann zur Bekämpfung des Calvinismus an. Ein kleiner Teil der Bevölkerung, 35 Männer, leisteten der Übermacht der Invasionsarmee bewaffneten Widerstand. Damit die anderen Einwohner in die befestigte Stadt Le Mas-d’Asil flüchten konnten. In aussichtsloser Lage zündeten die Verteidiger das gesamte Dorf an. Auch das Schloss wurde zerstört. Noch 1683 sind von 1.086 Einwohnern 802 Protestanten und nur 284 Katholiken. Erst mit der Rekatholisierung wurde 1682 wieder eine katholische kirche errichtet. Die Gemeinde gehörte von 1793 bis 1801 zum District Mirepoix-Pamiers. Zudem war sie von 1793 bis 2015 Teil des Kantons Le Mas d’Azil (1793–1801) unter dem Namen Kanton Mas d’Azis. Zwischen 1790 und 1794 wurde die bis dahin selbständige Gemeinde Saint Félix des Salenques eingegliedert. Die Gemeinde wechselte mehrfach den Namen. 1793 bis 1801 hieß sie Labordes, dann bis 1872 Les Bordes. Seither trägt sie den heutigen Namen.

## Bevölkerungsentwicklung
| Jahr                       | 1962 | 1968 | 1975 | 1982 | 1990 | 1999 | 2006 | 2012 | 2019 |
| Einwohner                  | 454  | 406  | 378  | 386  | 446  | 513  | 547  | 525  | 505  |
| Quellen: Cassini und INSEE |      |      |      |      |      |      |      |      |      |

Im 19. Jahrhundert zählte der Ort zeitweise bis 1400 Einwohner. Die zunehmende Mechanisierung der Landwirtschaft führte in der ersten Hälfte des 20. Jahrhunderts zu einem kontinuierlichen Absinken der Einwohnerzahlen bis auf die Tiefststände um 1980.

## Sehenswürdigkeiten
- Schloss Salenques mit Überresten der ehemaligen Abtei[1]
- Schloss Château de Ligny aus dem Jahr 1840
- Schloss Chàteau de Marveille aus dem 18. Jahrhundert
- reformierte Kirche (Temple) aus dem Jahr 1787
- katholische Dorfkirche Saint-Jacques aus dem Jahr 1682
- mehrere Dorfbrunnen